# 55ª Brigata Garibaldi "Fratelli Rosselli"
La 55ª Brigata Garibaldi "Fratelli Rosselli" fu una brigata partigiana nata ufficialmente il 2 settembre 1944 che operò nella Valsassina (Val Biandino, Val Gerola, Legnone) e nella Bassa Valtellina. La Brigata partigiana fece parte della 2ª Divisione d'Assalto Garibaldina Lombardia insieme ad altre 2 formazioni partigiane: la 86ª Brigata Issel e la 89ª Brigata Poletti.
La brigata effettuava varie azioni contro i presidi fascisti della zona, tra cui attacchi contro le caserme di Ballabio e Colico, fino quasi a far diventare la Valsassina una zona libera. I nazi-fascisti non tollerarono questa situazione e così, ai primi di ottobre, lanciarono una grande operazione di rastrellamento con l'intenzione di distruggere, bruciare rifugi e alpeggi e rompere con il terrore il filo di solidarietà che legava le formazioni partigiane alla popolazione.
La brigata si trovò in difficoltà e, per evitare l'accerchiamento, iniziò una manovra di sganciamento che la portò ad attraversare varie vallate: Val Biandino, Val Gerola, Piana di Morbegno, Val dei Ratti e infine la Val Codera. Qui la situazione divenne drammatica, perché la Brigata si trovò senza viveri in pieno inverno mentre le avanguardie fasciste si avvicinavano.
In Val Codera si radunarono anche altre formazioni. I comandi partigiani scelsero, insieme agli uomini, di lasciare l'Italia e sconfinare in Svizzera, attraverso il Passo della Teggiola (2490 m). I partigiani partirono la sera del 30 novembre 1944 con condizioni climatiche avverse: Val Codera e il Passo della Teggiola erano infatti innevati.
La Brigata raggiunse Bondo, il primo paese svizzero dopo il Passo, a partire dalle 7 del mattino del 1º dicembre. La ritirata, iniziata il 10 ottobre 1944, in Val Biandino, si concluse il 1º dicembre 1944, a Bondo, in Svizzera.
In seguito i partigiani furono internati in campi di prigionia svizzeri. Alcuni riuscirono a fuggire e rientrare in Italia per ricostruire la Brigata e continuare la guerra di liberazione.
Nel 1945 la Brigata, insieme ad altre formazioni, rioccupò la Valsassina ed entrò a Lecco il 27 aprile.